# Вінцентув (Любартівський повіт)
Вінцентув (пол. Wincentów) — село в Польщі, у гміні Любартів Любартівського повіту Люблінського воєводства.
Населення — 300 осіб (2011).
У 1975-1998 роках село належало до Люблінського воєводства.

## Демографія
Демографічна структура станом на 31 березня 2011 року:
|          | Загалом | Допрацездатний вік | Працездатний вік | Постпрацездатний вік |
| -------- | ------- | ------------------ | ---------------- | -------------------- |
| Чоловіки | 147     | 34                 | 99               | 14                   |
| Жінки    | 153     | 22                 | 100              | 31                   |
| Разом    | 300     | 56                 | 199              | 45                   |